# Paratryphera barbatula
Paratryphera barbatula là một loài ruồi trong họ Tachinidae.